# Suzuki GSX-R 125
Suzuki GSX-R 125 – to najmniejszy z serii GSX motocykl sportowy produkowany przez japońską firmę Suzuki od 2017 roku.

## Dane techniczne/Osiągi[1]
Silnik: jednocylindrowy, 4-suwowy DOHC, chłodzony cieczą
Pojemność silnika: 124,4 cm³
Moc maksymalna: 11 kW przy 10000 obr./ min
Zawieszenie – przód: Teleskopowe, sprężyna śrubowa, amortyzatory olejowe
Zawieszenie – tył: Wahacz wleczony, sprężyna śrubowa, amortyzator olejowy
Opona przód: 90/80-17M/C, bezdętkowa
Opona tył: 130/70-17M/C, bezdętkowa
Hamulce przód / tył: tarczowe / tarczowe ( z ABS)